# Гаубольд, Христиан-Готлиб
Христиан-Готлиб Гаубольд (4 ноября 1766, Дрезден — 14 марта 1824, Лейпциг) — немецкий правовед, юрист, педагог, доктор права, профессор римского и англосаксонского права в Лейпцигском университете. Один из первых представителей исторической школы правоведения.

## Биография
В 1786 году окончил Лейпцигский университет. В 1789 году стал адъюнкт-профессором правовых древностей, работал в Верховном суде Лейпцига (с 1791), был профессором англосаксонского права в университете Лейпцига (с 1796), читал лекции на юридическом факультете (с 1802), с 1816 года — судья Высшего суда в Лейпциге.
Декан юридического факультета Лейпцигского университета (1812—1815, 1817 и 1819).
В 1811—1812 и 1819—1820 годах — ректор Лейпцигского университета.
С 1790 года был членом масонской ложи «Минерва к трём пальмам» в Лейпциге.

## Избранные сочинения
Автор учебника королевского саксонского частного права (Лейпциг, 1820).
- «Historia juris Romani» (Лейпциг, 1790);
- «Institutiones juris Romani litterariae» (1809);
- «Institutionum juris romani privati historico-dogmaticarum lineamenta» (Лейпциг, 1814);
- «Anleitung zur genaueren Quellenkunde des Röm. Rechts» (1818);
- «Manuale Basilicorum» (Лейпциг, 1819);
- «Heineccii Antiquitatum Romanarum syntagma» (Франкфурт, 1822).
- Opuscula academica (Лейпциг, 1825—1829)